# 永安站
永安站位于福建省三明市永安市燕东街道，距鹰潭站409公里，距厦门站285公里，距加福站31公里。永安站建于1956年，当时为三等站，设有面积1304平方米的站房一座。1975年车站将原站房拆除，并分别新建客货运站房。1985年车站进行扩建，增加6条股道。1987年车站升为二等站:404。1988年7月车站下行方向至漳平区间线路实现电气化，1990年1月车站上行方向至来舟区间实现电气化。2019年1月5日起停办客运业务。
永安站为鹰厦铁路上的二等区段站，不办理客运业务，货运办理整车、零担货物发到，停靠列车在永安站需进行技术检验和司机继乘。此外，车站下行方向西洋站至城口站区间为打虎坑展线，所有货车需在永安站加挂补机进行推挽运行以通过展线。

## 车站结构

### 站房
永安站站房于1980年投入使用，面积3049平方米。售票处位于站房南侧，设有3个人工窗口。候车室位于站房中部，面积972平方米，可容纳约1500名旅客候车:405。候车室设有2个检票口，分别通往1站台和2站台。

### 站场
永安站站场设有8条到发线和6条存车线，设有2座客运站台，包括一座岛式站台和一座侧式站台。每座站台长450米，均有防雨设施。站房和站场的每座站台间有地道连接。
车站货场位于西营路96号，拥有货运大楼一座、仓库2座、货运台2个、露天站台4个，总占地面积11156平方米，此外车站站场还设有守车停留线1股、货物线2股、部队油线1股。车站货场设有专用线南昌铁路局永安车辆段，福州机务段永安整备车间和南昌铁路局南昌物资供应段永安材料库等铁路单位。
| 侧式站台 |                         |
| 1站台    | 鹰厦铁路 列车           |
| 2站台    | 鹰厦铁路列车            |
| 岛式站台 |                         |
| 3站台    | 鹰厦铁路 列车           |
| 4-8道    | 鹰厦铁路 货运列车到发线 |
| 存车线   | 鹰厦铁路 列车           |

## 接驳交通

### 公交
- 1/2路：火车站-市政府-火车站[10]
- 15路：南塔新村—车辆段
- 16路/19路：火车站—水电学院—火车站
- 23路：笔架山殡仪馆—永浆村